# Фролич
Фролич (пол. Frolicz) — гірський потік в Україні, у Самбірському районі Львівської області у Галичині. Правий доплив Завадки (басейн Дністра).

## Опис
Довжина потоку приблизно 3,87 км, найкоротша відстань між витоком і гирлом — 3,16 км, коефіцієнт звивистості потоку — 1,22. Формується багатьма безіменними гірськими струмками. Потік тече у межах Стрийсько-Сянської Верховини (частина Українських Карпат).

## Розташування
Бере початок біля плоскогір'я Широкий Горб (870 м). Спочатку тече переважно на північний захід через село Ільник, там повертає на південний захід і впадає у річку Завадку, праву притоку Стрию.

## Цікавий факт
- У XIX столітті у селі Ільник у пригирловій частині потоку існував 1 водяний млин[1].